# ほうちょうをもった手
『ほうちょうをもった手』（ほうちょうをもったて）または『ナイフを持った手』（ナイフをもったて、原題：Die Hand mit dem Messer）は『グリム童話』に収録されている童話の一編（KHM8a）。初版では8番目の話として収録されていたが、第二版以降で削除される。原典はヤーコプ・グリムが翻訳したスコットランドの童謡ないし民謡。

## あらすじ
あるところに母と3人の息子と1人の娘の家族が暮らしていた。母親は息子達は可愛がるが、娘を邪険に扱い、毎日荒地に行かせては泥炭を採らせる仕事をさせていた。家の近くの丘には妖魔が住んでおり、娘とは恋人同士だった。妖魔は娘の仕事を知ると、毎日、よく切れる包丁を貸してくれるようになり、おかげで泥炭を簡単に切り出せるようになった。
あまりにも娘が簡単に泥炭を運んでくるので、おかしいと感じた母親は息子達を連れてこっそり娘の後を追った。すると、岩影から伸びた手が娘に包丁を渡しているのを見つけた。母親は娘から包丁をとりあげると娘のふりをして妖魔を呼び出し、妖魔は娘だと思い手を伸ばすと母親は包丁で妖魔の手を切断してしまった。
娘が心変わりしてしまったと思った妖魔は二度と姿を見せることはなかった。